# アントマン (スコット・ラング)
スコット・ラング（Scott Lang）は、マーベルコミックスによって出版されるコミック作品に登場するキャラクターである。ヘンリー・ピムに続いてマーベル・ユニバースでアントマン（Ant-Man）を名乗った2人目のスーパーヒーローである。

## 出版上の歴史
スコット・ラングは『アベンジャーズ』第181号（1979年3月）で初登場し、『マーベル・プレミア』第47号（1979年4月）で2代目アントマンとなった。
2012年11月からは『FF』誌に登場している。

## キャラクターの略歴

### 生い立ち
スコット・ラングはフロリダ州コーラルゲーブルズで生まれた。電気技術者として家族を養っていたが上手くいかず、生活が貧窮する。強盗を働くが逮捕され、実刑判決を受ける。模範囚であったために3年で仮釈放される。
獄中で自身の研究を進めていたことが認められ、スターク・インターナショナルの設計部門に雇われる。スタークの指揮下で彼はアベンジャーズ・マンションの警備システムを改良した。

### アントマンとなる
娘のカサンドラ・ラングが重い病にかかると彼は最後の手段として再び強盗業へと戻った。彼はヘンリー・ピム博士の家に押し入り、アントマンの装備と縮小ガスを盗み出した。アントマンとなったラングはクロス・テクノロジカル・エンタープライズ侵入し、唯一娘を助けることが出来る腕を持ち、クロスに誘拐されていたエリカ・ソンドハイム博士を見つけ出す。ラングはソンドハイムを救出し、彼によって娘の命が救われ、安堵した。
ラングはアントマンの装備を返還して出頭するつもりであったが、ピムは正義のために使ってもらうとして彼に与えたままにした。

### ヒーロー活動
その後ラングはアントマンの装備を身につけ、様々な局面でアイアンマンやアベンジャーズを助けることとなった。
アイアンマンが自らのアーマーの罠にかかった際に彼を助けた。またパーネル・ソロモン博士に捕らえられたワスプを救出しようとするイエロージャケット（ヘンリー・ピム）を助けた。さらにアベンジャーズと共に初めてタスクマスターと戦った。
その後、オッド・ジョンの操る突然変異の昆虫と戦い、マイクロノーツのバイオトロンと遭遇した。さらにスパイダーマンと共にタスクマスターと再戦した。
ラングとしての彼は、ダラスのエレクトロニクス・エンジニア大会でレイダースを止めようとした。その後は故障したGARDコンピュータ・セキュリティ・システムと戦った。また、モーラーと戦うアイアンマンとジム・ローディを支援した。ファンタスティック・フォーと会い、彼らと共に初めて「ミクロワールド」を冒険し、シングと共闘した。
「アーマー・ウォーズ」事件では自分の技術をコピーした人物を探そうとするアイアンマンに協力した。またアベンジャーズに協力してタスクマスターの訓練施設に侵入し、ホークアイと共にタスクマスターと戦った。
リック・ジョーンズとアルファフライトと遭遇し、その後、ロムとスターシャインと共にダイア・レイスと戦った。バロン・ジモのマスターズ・オブ・イビルがアベンジャーズ・マンションを占拠してチームの一部を捕らえていた際、ラングはアベンジャーズのバックアップチームで働いており、ワスプと協力して、昏睡状態のハーキュリーズを殺すために病院を襲ったアブソービングマンとティターニアを倒した。
彼は誤ってスパイダーマンを縮小化し、スカーレット・ビートルと戦った。またドラゴンフライとも戦った。
ラングはルー・ゲーリッグ病に苦しんでいたハルクを治療する際に、身体を微視的サイズまで縮小してハルクのもつ病気の遺伝子をブライアン・バナー（ブルース・バナーの父）の遺体から採取した健康な遺伝子と取り替えた。
元妻のペギー・レイが娘キャシーの親権を得るとラングは正式にアベンジャーズに参加した。ラングはメンバーであるジャック・オブ・ハーツと何度も衝突したが、ジャックは爆死する前にラングの娘を殺人鬼から守った。
ラングはブライアン・マイケル・ベンディスによるシリーズ『エイリアス』誌上にも登場し、元スーパーヒーローの私立探偵である主人公ジェシカ・ジョーンズと短期間交際していた。

### 死亡
ジェシカ・ジョーンズとの活動後、死んだはずのジャック・オブ・ハーツがゾンビのような姿となって突如アベンジャーズ・マンションに現れる。ジャックは爆発し、近くに居たラングはそれに巻き込まれて死亡、マンションの大部分は破壊された。このジャックは本人ではなく、発狂したスカーレット・ウィッチが創り出した「幻」である可能性があり、アベンジャーズ解散事件の始まりとなった。
彼の死後、娘のキャシーは長年にわたってピム粒子を浴びた影響によって自分のサイズを自在に変換する能力を身につけていたことが明らかとなり、スタチュアを名乗りヤング・アベンジャーズの一員となった。ラングのヘルメットはしばらくの間、アマデウス・チョが所有することとなった。キャシーの承認によって彼はそれを装着し、昆虫を操作する機能を中心に使用した。

### 復活
リミテッド・シリーズ『アベンジャーズ: ザ・チルドレンズ・クルセイド』でアイアンラッドはヤング・アベンジャーズとワンダ・マキシモフ（スカーレット・ウィッチ時代の記憶を失っている）を連れてアベンジャーズ解散事件の始まりとなった日までタイムスリップした。これによりスコットはジャック・オブ・ハーツの自爆による死を免れ、その後スカーレット・ウィッチは記憶を取り戻し、一同は現代へと帰還する。スコットは娘が自分の跡を継いでいたことを誇りに感じた。しかしながらその後、スカーレット・ウィッチを巡ってアベンジャーズ、ヤング・アベンジャーズ、X-メン、マグニートー、X-ファクター、ドクター・ドゥームが始まり、キャシーはその過程で命を落とした。
その後、スコットはドクター・ストレンジ、シルバーサーファー、ネイモア、レッド・シーハルク、アイアンフィスト、ブラックキャットで構成される新たなチーム「ディフェンダーズ」に参加する。またファンタスティック・フォーがタイムトラベルをしている時にはリード・リチャーズに代わってフューチャー・ファウンデーションのリーダーを務めた。

## 他のバージョン

### アルティメット・マーベル
アルティメットのスコット・ラングはジャイアントマンを名乗っている。彼はアルティメット・アベンジャーズ3』で初登場し、その後『Ultimate Comics: Avengers Vs. New Ultimates』でニューアルティメッツに参加する。

## MCU版
マーベル・シネマティック・ユニバース（MCU）では、ポール・ラッドが演じる。日本語吹替は木内秀信が担当。

### キャラクター像
“ヴィスタ・コープ社”の元エンジニアである前科者の男性。潜入の天才で、強盗や暴力はしない主義をとっており、親友のルイスたちからは、“スコッティ”という愛称で呼ばれることもある。
『アントマン』の物語前半までは元泥棒として、以降は“アントマン”（2代目）として登場し、時には“アベンジャーズ”に助っ人として加勢する。また、『アントマン&ワスプ』では、後述の資格を活かして“エックス・コン・セキュリティ”の設計士の職に就き、自宅勤務している。
基本的に朗らかでコミュニケーション能力も高く、他者と非常に打ち解けやすい楽天家。かつては方向性の誤った正義感と窃盗にスリルを求めてしまう複雑な人柄の持ち主で、予想外の事態やハードな訓練に直面すると泣き言を吐くなど、何処か情け無い一面もある。しかし大切な愛娘のキャシーを持つ父親である為、親子のコンプレックスや悩みを持つ者に対して敏感な所もあり、ピム父娘の軋轢を見かねて彼らを和解させるきっかけを作ったり、一匹の羽蟻に名前を付けて主な相棒として可愛がり、彼が敵によって命を奪われた際には仇討ちを誓うなど、熱い心も秘めている。
結婚を機に足を洗ったが、勤めていたヴィスタ・コープ社の不正に気付き、正義感からそれを公表し、金を被害に遭った顧客に返金したものの、同時に窃盗を働いて、社長の車をプールに沈める悪戯まで行った結果、逮捕されてしまい、職も家族も失う羽目になった前歴を持つ。
3年間の服役を終えて更生しようとするも、就職困難によりピム邸へ潜入して“アントマン・スーツ”を盗んだことからピム父娘と出会い、彼らの指導を受け、愛娘のためにアントマンとなる。

### 能力
獄中で電気工学の修士号を取得し、豊富な科学知識から来る金庫破りとそのための工具各種を自ら制作する腕や、パルクールを軽くこなせる抜群の運動神経など多彩な技能に長けている。その気になれば心得が無かったスキルを短期間で習得できるほど学習能力も優れており、ピム父娘との特訓でアントマンの活動に必要な“ピム粒子”に関するデータとアリの調教、実戦における格闘技術までを僅か数日で覚えることに成功した。また、機転を利かせて窮地を咄嗟に切り抜ける才能も秘めており、アントマンとしてはこれらの素養をフルに活かして活躍する。

### ツール

#### アントマン・スーツ（Ant-Man Suit）
ハンク・ピムによって開発された特殊スーツ。赤と黒のツートンカラーと、後述のヘルメットを合わせてアリを意識したデザイン。
最大の特徴は、両手のグローブの人差し指の付け根部分に付いている赤いボタンでスーツのサイズを装着者の身体ごと変化させられる機能であり、通常時に右手グローブのボタンを押すと、スーツに装填されたピム粒子が揮発して装着者の身長は1.5センチに縮小する。縮小時は身体の質量が縮小前と同等に保たれたまま密度が高くなるため、飛躍的に頑丈なボディとなり、その際に放つ体当たりは拳銃弾に匹敵する威力となる。腹部の調整機を調節すると分子をすり抜けられるレベルへの縮小もできるが、下手をすると“量子世界”にまで縮小し、時間と空間の概念が曖昧になって、二度と元のサイズに戻れなくなる。また、調整機が破損するとピム粒子の調整ができなくなって体のサイズを変化させることが不可能となり、縮小中に破損した場合には延々と縮小し続けてしまうなど、かなりのリスクも存在する。縮小時に左手グローブについたボタンを押すと元通りの大きさに戻る。
現在のところ、本スーツはマーク4まで登場しており、マーク2以降には“ジャイアントマン”への巨大化機能も有するようになるが、一定時間以上の巨大化はスーツの着用者に後述の多大な負担がかかるほどの欠陥も存在する。
マーク1
1960年代にピムがS.H.I.E.L.D.での秘密ミッションのために開発した最初のアントマン・スーツ。素材は光沢処理を施した革製で、上半身部にはショルダー装甲と伸縮する胸部の戦闘用装甲プレート、両手の48ものパーツで構成されるグローブが、両足首にはアリたちを従順にさせる“フェロモン・アンクレット”が、そして全身には ピム粒子循環チューブがそれぞれ付属している。スーツのベルトにピム粒子が入った瓶とダイヤル式の調整機が付いており、これを回転させてピム粒子の放出量を決めることができる。ピム曰く、「これはアイアンマン・スーツのような可愛らしいものじゃない、科学の常識を変えてしまうかもしれない代物だ」。一方で耐寒性は高くないのか、これを着用したスコットが信号デコイを奪取するために乗っていた旅客機から飛び降りる際には寒がっていた。
かつて冷戦時代に、ピムがこのスーツを装着し、アントマンとして様々な活動に身を投じてきた。そしてピムのS.H.I.E.L.D.退職に伴い、このスーツもピム邸に長年秘蔵されていたが、ダレン・クロス/イエロージャケットの野望を食い止めるためにピムは、その素養を見込んだスコットに託すことを決意。現代のアントマンとなったスコットは、このスーツを訓練と“イエロージャケット”奪取作戦で装着・使用する。
マーク2
ダレン打倒後に最新テクノロジーで新開発されたアップグレード版アントマン・スーツ。“アベンジャーズの内乱”におけるライプツィヒ・ハレ空港での大乱戦時にスコットが装着・使用した。スーツ本体の生地はより柔軟なものを採用しており、腹部の調整機や上半身の粒子チューブが洗練され、スーツ本体の数ヶ所には縮小時に赤・巨大化時には青にそれぞれ発光する表示光が、左前腕部にはタッチパネルが搭載され、ヘルメットのデザインも相まって若干スマートで現代的な外観となった。
縮小・拡大能力も健在だが、タッチパネルと左手の拡大ボタンの操作で身長約20メートルまで巨大化が可能になった。だが過去のテスト時に一度だけ巨大化を試みた際、スコットは巨大化を解いた直後に気絶してしまった模様で、空港での大乱戦時でも彼は巨大化から元のサイズに戻ると頭痛を訴えていた。
内乱後にスコットは、“ソコヴィア協定”の廉からFBI当局に押収されることを防ぐために、縮小して祖母から貰ったというトロフィーの内側に隠していた。以降スコットはこれを直接着用することはなく、エイヴァ・スター/ゴーストに奪われた“モバイル研究所”を探知するために回折部が必要とビル・フォスターから知らされたことで、苦労しながらもこのスーツを取り戻し、背部の回折部を取り外す。
マーク3
スコットがアベンジャーズの内乱の末にマーク2を紛失したと思い込んだピムによって新開発されたアントマン・スーツ。デザインはマーク1を彷彿とさせるが、現代的でよりタイトなフィット感あるイメージとなっており、胸部はアリの顔面を意識したものとなっている。全ての基本機能はマーク2までのスーツと同等であるが、最新テクノロジーで作られたため性能はよりアップしており、スーツ本体と一体になったヘルメットには、首周りの後部への自動折り畳み・装備時の自動展開機能が付与され、着脱の利便性も向上した。
ソニー・バーチの一味やエイヴァとのモバイル研究所争奪戦の際にピムからスコットへ託されたが、この頃は調整器が完成していなかったため基本的機能が不安定な状態であり、縮小時には1.5センチだけではなく60センチに、拡大時には5.5メートル、巨大化時には24メートルと、スコットは身体のサイズを思うように変化できず、幾度となく振り回された。また、ジャイアントマンに長く巨大化した際に起こる欠点も解消されておらず、ジャイアントマン化したスコットは、体力を極度に消耗して強烈な睡魔に苛まれ、意識を失ってしまう。
バーチの一味らとの戦いの後には調整器が修復されたようで、スコットは量子世界での“量子ヒーリング粒子”採取や、5年後の“タイム泥棒”とサノスの群勢との最終決戦でもこのスーツを装着・使用した。最終決戦でも数分間ジャイアントマンに巨大化し、その際スコットが体調不良に襲われた描写はなかったが、前述の欠点が解消されたのかどうかは不明。
マーク4
サノスの群勢との最終決戦以降に新開発されたアントマン・スーツ。デザインはマーク1とマーク3を彷彿とさせるところもあるが、さらに現代的でよりタイトなフィット感あるイメージとなっておりいる。全ての基本機能はマーク3までのスーツと同等であるが、アイアンマン・マーク50，マーク85と同じ様にナノテクノロジーが使われており、取り外し可能な円形状のアイテムに格納されている。スコットが胸部に装着することでスーツが瞬時に自動展開される。これにより着脱の利便性もさらに向上した。
ヘルメット
アントマン・スーツと対となる、燻んだ銀色のフルフェイス・ヘルメット。観音開き式フェイスプレートは蟻酸帽子シールドと反射防止バイザーで構成され、右耳下にはバイザー開閉・着脱のためのスイッチが、後頭部にはアリの嗅覚中枢を刺激する電磁波を発し、アリと意思疎通をとり指示できる機能を持つ1対のアンテナがそれぞれ取り付けられている。下顎部には通信機とスピーカー、空気フィルター、さらに相対的に巨大化した酸素粒子から肺を守り、正常に呼吸させるためのろ過装置まで備えており、さらに粒子の影響から装着者の脳を保護する役目も担っている。
マーク1用
最初のアントマン・スーツ用のヘルメットで、スーツ背部に備わるバックパックとチューブで繋がっており、若い頃のピムに使い込まれた跡が所々に残っている。
マーク2用
アントマン・スーツ マーク2と共に新開発されたヘルメット。赤いラインと背部へ繋がるチューブがなくなり、開閉・脱着スイッチは左耳の下に置き換わってシャープで流線型なデザインになった。
マーク3用ヘルメットは、前述のとおりスーツ本体と一体化されている。

#### その他のツール
ピム粒子ディスク
アントマンやワスプの武器である、手裏剣のような形状の小型ディスク。ピム粒子を内蔵したこのディスクをぶつけられた物体や生き物は、そのサイズが縮小・拡大される。赤い縮小用のものと青い拡大用のものの2種類がある。
このほかにもスコットは、アントマン・スーツを装着していない際に“電磁パルス通信装置”を駆使したり、タイム泥棒作戦前後には“量子スーツ”2種を着用した。また、縮小状態で羽蟻に騎乗して長距離の移動を行うため、専用のビークルは保有していないが、ルイスから借りた1972年式 フォード エコノラインや、ピムのホットウィール・コレクションの数種類、フレイトライナー・FLシリーズなどに乗車、または運転・利用している。

### 各作品での活躍
『アントマン』
本作からMCU初登場。
サン・クエンティン刑務所での服役を終えて更生しようとするも、始めたばかりのバイトを受刑者差別から直ぐに解雇されて就職困難に陥り、キャシーの誕生会に出かけても養育費の未払いも手伝って、離婚したマギーとその再婚相手のジム・パクストンから拒絶・非難されたことで、一度は断ったルイスたちからの儲け話に乗ってピム邸へ潜入。金庫を開けて大金の代わりに見つけたアントマン・スーツを盗み出した。
その後遊び心からスーツを着用してみると、全身が縮小して謎の声が聞こえる中で周囲の状況に翻弄されてしまい、なんとか元のサイズに戻るも、スーツの機能に恐れをなしてスーツを返しに行った矢先、ホープ・ヴァン・ダインの通報により地元警察にあえなく逮捕された。だが謎の声の主のピムの手助けで脱走し、ピム邸でピム父娘と出会うと、彼らの目的を聞かされて尻込みしつつも、愛娘に顔向けできる父親となるためにピムからのイエロージャケット奪取依頼を承諾。ピムとホープからさまざまな訓練を受けて苦心する最中、父娘仲が険悪な2人のために人肌脱ぎ、両者を和解させると、多数の技能を着々と習得し、“アベンジャーズ・コンパウンド”でもサム・ウィルソン/ファルコンとの小競り合いの末に“信号デコイ”の奪取に成功。これによってピム父娘と信頼関係を築いていった。
ダレンがイエロージャケットの披露会で警備を倍増させたと知ると、ルイスたちも作戦に加え、披露会当日に自身はアントマンとして給水本管からピム・テック本社屋に侵入し、“クロス粒子”の貯蔵庫に爆薬を仕掛け、イエロージャケットのチェンバーに肉薄したが、ダレンに見抜かれて奪取に失敗。しかし機転を利かせてダレンに反撃し、彼が乗り込んで離陸したヘリコプター内からパクストン邸まで激闘を繰り広げ、その途中でパクストンたちに身柄を確保されたり、キャシーにまで危害を加えられそうになるも、イエロージャケットごとダレンを撃破する。それと引き換えに量子世界へ落ち込んでしまうも、拡大ディスクを使って元のサイズに戻ることにも成功した。
このことから事後は、ピムに量子世界からの帰還の可能性を示し、ホープと親密な仲となって、パクストンやマギーとも友好関係を結ぶなど、今回の一件の努力が次々と報われていくが、同時にルイスから「アベンジャーズの一員（サム）がお前とのコンタクトを希望している」と知らされる。
『シビル・ウォー/キャプテン・アメリカ』
本作では、アベンジャーズ・コンパウンドに侵入して、サムと競り合った縁からスカウトされ、スティーブ・ロジャース/キャプテン・アメリカたちに加勢する。
クリント・バートン/ホークアイに連れられてライプツィヒ・ハレ空港で待機していたスティーブたちと合流し、彼と会った早々に長々と握手を交わして加勢。そのまま突入した大乱戦では、縮小した給水車と間違えて縮小した石油タンクローリーをスティーブに投げさせ攻撃してしまう何処か抜けてる姿も見せたが、縮小能力と併せてナターシャ・ロマノフ/ブラック・ウィドウに関節技をきめたり、ジャイアントマンへの巨大化能力で旅客機などを破壊し暴れて相手側に迫った。しかし、透明化したヴィジョンや、ウェブを駆使するピーター・パーカー/スパイダーマン、そしてトニー・スターク/アイアンマンとジェームズ・“ローディ”・ローズ/ウォーマシンの連携攻撃などに敗れ、力尽きた。
その後“ラフト刑務所”に収監され、来訪したトニーに「ピム博士から信用するなと言われた」と投げつけるも、「君は誰だ？」とあしらわれてしまった。だが物語のラストで、スティーブに救われる。
『アントマン&ワスプ』
本作では、アベンジャーズの内乱において独断でキャプテン・アメリカに加担したことにより、ソコヴィア協定の廉で逮捕・投獄され、その後の司法取引に応じて政府から自宅で2年間の刑期を務めることを許可され、FBIの監視下に置かれていた。戦闘では、アントマンとして活動していなかった2年間のブランクを感じさせないほどの戦いぶりを見せる一方で、アントマン・スーツ マーク3の不調により、身体の縮小・拡大を上手くできずに振り回されたり、ジャネット・ヴァン・ダインの意識が自分に宿るなど、これまで以上にコミカルな場面も多い。
刑期を満了させるために、自らを取り巻く人たちからの支えや励ましを受けながら、自宅で仕事や娯楽に没頭して軟禁状態に耐える日々を送るも、ピム父娘とは独断で行動して前述の過失を犯して彼らもFBIから追われる身に追い込んだため絶縁状態となっていた。しかし、刑期満了3日前のところで、ジャネットと精神リンクしたことにより、再びピム父娘からの頼みを受け、FBIから逃れつつジャネットを救い出す活動に協力することになった。
ピムとホープからは当初は辛辣な態度を取られるも、サンフランシスコ各所でモバイル研究所を狙うバーチの一味やエイヴァに対して奮闘し、ジミー・ウー率いるFBI捜査官たちに一度逮捕されたピム父娘を難なく脱出させ、自身も自宅を抜け出したところを見つかる寸前でその危機を回避するなど、ジャネット救出のために奔走するホープとピムへ貢献。ピム一家の再会にこぎつけることに成功した。
物語のラストでは、刑期を満了させて自由の身となり、ホープやキャシーと映画観賞を楽しんだ後日、エイヴァの治療のためにピム親娘に協力して量子世界へ再突入し、量子ヒーリング粒子を採取するが、元のサイズに戻る直前でサノスが発生させた“デシメーション”によりピム親娘が塵と化して消滅したことにより、自身は量子世界に取り残されてしまう。
『アベンジャーズ/エンドゲーム』
本作では、デシメーションを免れたヒーローたちにタイム泥棒を立案・決意させ、自身も作戦に参加・活躍するキーパーソンとして登場する。それと同時に、厳粛な空気感が濃い物語の中で、稀少なコミックリリーフとしての役割も多々見せる。
量子世界に取り残されてから5年後、サンフランシスコの倉庫616にバンに搭載されたままで放置された量子トンネルのスイッチの上を、ネズミが走ったことでトンネルが起動し、元のサイズの世界に戻ることに成功した。トンネルを引き取ると自分が量子世界に留まっていた頃に、デシメーションでピム親娘や35億もの人口が世界から消滅してしまったことを察して驚愕するも、自身と同様にデシメーションを免れたキャシーと再会、彼女の生存と5年分の成長に安堵した。
それからアベンジャーズ・コンパウンドに赴き、スティーブやナターシャとも再会し、自身が年月の経過を受けていないことからピム粒子と量子世界を利用したタイムトラベルの可能性を2人に報告すると、これに光明を見出した3人でトニーやブルース・バナー/スマート・ハルクへ協力を依頼。ブルースの加勢でタイムトラベル実験が成功すると、トニーや他のヒーローたちも集結したことで、タイム泥棒に着手した。
自身はトニー、スティーブ、ブルースと共に2012年の“ニューヨーク決戦”が展開中のニューヨークへタイムトラベルし、“テッセラクト”を奪取するためにトニーと協力。縮小して2012年時のトニーが身につけていた“アーク・リアクター”をショートさせて、彼が昏倒した混乱に乗じてテッセラクトを奪取しようとしたが、当時のハルクとロキの干渉で失敗。そこでトニーが打開策として、スティーブと1970年に時間移動することを咄嗟に提案したため、自身はスティーブが入手した“セプター”を携えて先に2023年に帰還した。
6つのストーンと、新開発した“ナノ・ガントレット”を使ったブルースによって、5年前に消滅した人々が復活した直後、2014年の世界からタイムトラベルしてきたサノスの群勢の爆撃によってブルースやローディ、ロケットと生き埋めになってしまった。しかしジャイアントマンへと巨大化しつつ彼らと脱出。スティーブの号令で大乱闘が開始されると、その巨大な片足でカル・オブシディアンを踏み倒し、復活して戦地に駆けつけたホープと“量子トンネル”を再起動させようとするなど奮闘した。
トニーによってサノスの群勢が消滅し、戦いが終わると、ホープやキャシーと共に夜空を見上げ、後日にはピム親娘と共にトニーの葬儀に参列する。
『ホワット・イフ...?』シーズン1
第5話
『アントマン&ワスプ:クアントマニア』

## 他のメディア

### テレビ
- テレビアニメ『アベンジャーズ 地球最強のヒーロー』 - エピソード「To Steal an Ant-Man」及び「Avengers Assemble」でスコット・ラングのアントマンが登場し、クリスピン・フリーマンがその声を務めた。
- テレビアニメ『アベンジャーズ・アッセンブル』のシーズン2から登場し、シーズン3からはアベンジャーズ入りを果たした。声優はグラント・ジョージが、日本語版の声優は阪口周平が務めた。＜坂口はこれ以前の作品でホークアイを演じた事がある＞
- テレビアニメ『アルティメット・スパイダーマン』に登場。上記の『アベンジャーズ・アッセンブル(テレビアニメ)』に登場するアントマンと同一人物。